# Isonzo
Isonzo — компьютерная многопользовательская онлайн-игра, разработанная компаниями M2H и Blackmill Games и выпущенная M2H для устройств под управлением Windows, Xbox One, Xbox Series X/S, PlayStation 4, PlayStation 5. Игра была выпущена 13 сентября 2022 года.
Isonzo вдохновлена битвами при Изонцо 1915—1917 годов в Австрийском Приморье. В игре представлены исторически точное вооружение Первой мировой войны, аутентичная форма и снаряжение, реалистичная система ранений и карты, основанные на реальных полях сражений Итальянского фронта.
Высоких оценок удостоились историческая достоверность игры, звуковое сопровождение и графическая составляющая, но в качестве недочётов отмечались медленный прогресс, отсутствие разнообразия игровых режимов и искусственный интеллект ботов.

## Игровой процесс

Игровой процесс Isonzo. Игрок целится в солдата, управляемого ИИ

Isonzo представляет собой шутер от первого лица с одним режимом — «Наступление» (англ. Offensive). В свою очередь «Наступление» разделён на три подрежима: «Горную войну» (англ. Mountain War), «Карательную экспедицию» (англ. Strafexpedition) и «6-ю битву при Изонцо» (англ. 6th Battle of the Isonzo). Действие игры происходит в окопах Первой мировой войны, в которую можно играть до 48 игроков (по 24 с каждой команды). Игроки могут присоединиться к одной из двух исторических сторон Первой мировой войны, к Центральным державам (Австро-Венгрия и Германия) или Антанте (Италия).
Отряды обычно состоят из шести игроков: офицера, стрелка, инженера, штурмовика, разведчика и снайпера. Каждый солдат, в зависимости от класса, может нести основное и дополнительное оружие, один или несколько навыков, определённое снаряжение и различные инструменты. Например, офицеры могут по телефону вызвать газовую атаку, поддержку артиллерии и авиации, инженеры — устанавливать стационарные пулемёты, миномёты и колючую проволоку (инженеры противоположной команды — прорезать её), разведчики — использовать для обнаружения врага бинокль, штурмовики — вооружаться мощным оружием.
Перед стартом матча игроку даётся историческая справка области, на которой основана карта. Если будут свободные места в команде, они будут заняты ботами. Когда игрок появляется на своей территории, он устремляется к линии фронта и пытается либо одолеть окопавшиеся силы противников (атакующая команда), либо отразить натиск войск, пытающихся разгромить войска его команды (обороняющаяся команда). Целью атакующей команды является либо захват, либо уничтожение ключевых точек карты (например, заложить взрывчатку и не давать армии противника обезвредить её, пока не сработает таймер), таких как аванпосты на возвышенностях, бункеры с пулемётными точками и командные центры, которые будут иметь решающее значение для обеспечения победы. Как только цели будут захвачены, фронт будет двигаться до тех пор, пока у атакующих не закончатся все билеты, доступные им для возрождения. Когда атакующие будут сильно оттеснены, у обороняющейся армии появится возможность начать контрнаступление и попытаться вернуть ранее потерянные очки. Если атакующая команда выиграет раунд, то оставшиеся билеты суммируются с билетами следующего раунда (всего раундов 2—3).
Попадание в руки или ноги причинит игроку боль, однако может убить его, если нет бинтов, чтобы остановить кровотечение. Если же игрок получит прямое попадание в голову или туловище, он мгновенно умрёт. Если боец умер, то он может возродиться в следующей «волне» (система, которая позволяет всем умершим игрокам возвращаться на поле битвы каждые двадцать секунд).
За убийства, выполнение задач, исцеление союзников и строительство аванпостов игрок получает опыт, за который может повышать уровень своих классов, тем самым разблокируя для них оружие, снаряжение и униформу. Игрок также может настроить внешний вид выбранных им войск.

## Разработка и выпуск
Разработка игры велась студиями M2H и Blackmill Games на протяжении около двух лет. Isonzo была анонсирована 24 марта 2021 года, как часть игровой серии WW1 Game Series, в которую также входят Verdun и Tannenberg. Выпуск изначально был намечен на 2021 год, однако позже был перенесён на лето 2022 года. В июне 2022 года была объявлена дата выхода Isonzo — 13 сентября 2022 года.
Спустя день после выхода игры, разработчики представили «дорожную карту» будущих нововведений. В неё вошли три бесплатных расширения: первое, Caporetto, включает новые карты, испытания, систему престижа, платную кастомизацию бойцов и новую сторону — Германскую империю, также участвовавшую в битве при Капоретто; второе, White War, которое также добавит новые карты и элементы кастомизации, включает в себя специальный игровой режим; третье же, Solstice, кроме новых карт, добавит новое оружие и платную униформу. В декабре вышло первое расширение — Caporetto.

## Отзывы
| Сводный рейтинг      | Сводный рейтинг                     |
| Агрегатор            | Оценка                              |
| -------------------- | ----------------------------------- |
| Metacritic           | PC: 73/100 PS5: 67/100 XBXS: 74/100 |
| Иноязычные издания   |                                     |
| Издание              | Оценка                              |
| The Games Machine    | PC: 8,4/10                          |
| GameWatcher          | PC: 6/10                            |
| Screen Rant          | PC:                                 |
| Multiplayer.it       | PS4: 7,5/10                         |
| PlayStation Universe | PS5: 9/10                           |
| Gaming Nexus         | PS5: 5,5/10                         |
| Finger Guns          | PS5: 5/10                           |
| Gamereactor UK       | 7/10                                |
| TechRadar            | [ 20 ]                              |
| Gaming Nation        | 8/10                                |

Марко Бортолуцци из The Games Machine отметил из плюсов игры историческую достоверность, приятную атмосферу и «веселье, особенно если играть в группе», а из минусов — игровой процесс, техническую составляющую и медленный прогресс. Мик Фрейзер из GameWatcher отнёс к плюсам исторический реализм и графическую составляющую, а к минусам — медленный прогресс и отсутствие разнообразия игровых режимов.
Дж. Броди Шири из Screen Rant отметил медленную перестрелку в бою («из-за оружия того времени и реалистичного подхода игры к боевым действиям»), графический стиль («довольно прост, несмотря на то, что передаёт облик Первой мировой войны»), звуковое сопровождение («бодрящие оркестровые композиции и итальянское пение дополняют атмосферу») и игровую механику («проста и легка в освоении»). Питер Вогрич из Multiplayer.it отметил из плюсов реалистичную обстановку, разнообразный игровой процесс и исторически достоверные классы, оружие и экипировку, а из минусов — трудности в организации фракции для противодействия врагу, периодически несбалансированные матчи и искусственный интеллект ботов.
Джон-Пол Джонс из PlayStation Universe отметил из плюсов визуальную составляющую, звуковое сопровождение и «ошеломляюще глубокую систему прогрессии», а из минусов — периодически «неравномерную производительность во время напряжённых сражений и некоторые неуклюжие анимации». Генри Ю из Gaming Nexus раскритиковал игру за отсутствие игрового обучения и возможности увеличения размера интерфейса и искусственный интеллект ботов.
Майлз Томпсон из Finger Guns отметил из плюсов реалистичный подход игры к боевым действиям, а из минусов — медленный прогресс и отсутствие разнообразия игровых режимов и карт. Бен Лайонс из Gamereactor UK отметил из плюсов физику игры, игровой процесс, дизайн карт и визуальную составляющую. Юри Альторф из TechRadar высоко оценил историческую достоверность, звуковое сопровождение и уникальное место действия — Альпы. Джоуи Хассельбах из Gaming Nation отнёс к плюсам «напряжённые сражения» и реализм игры, а к минусам — отсутствие разнообразия.

### Комментарии
1. ↑  Рецензент Генри Ю отметил, что «нет объяснения, в чём разница между этими подрежимами»[4].
2. ↑  Билет — специальный предмет, который есть в распоряжении атакующей стороны[2]. Каждый раз, когда игрок погибает и возрождается, вычитается билет.